# Verformungsenergie

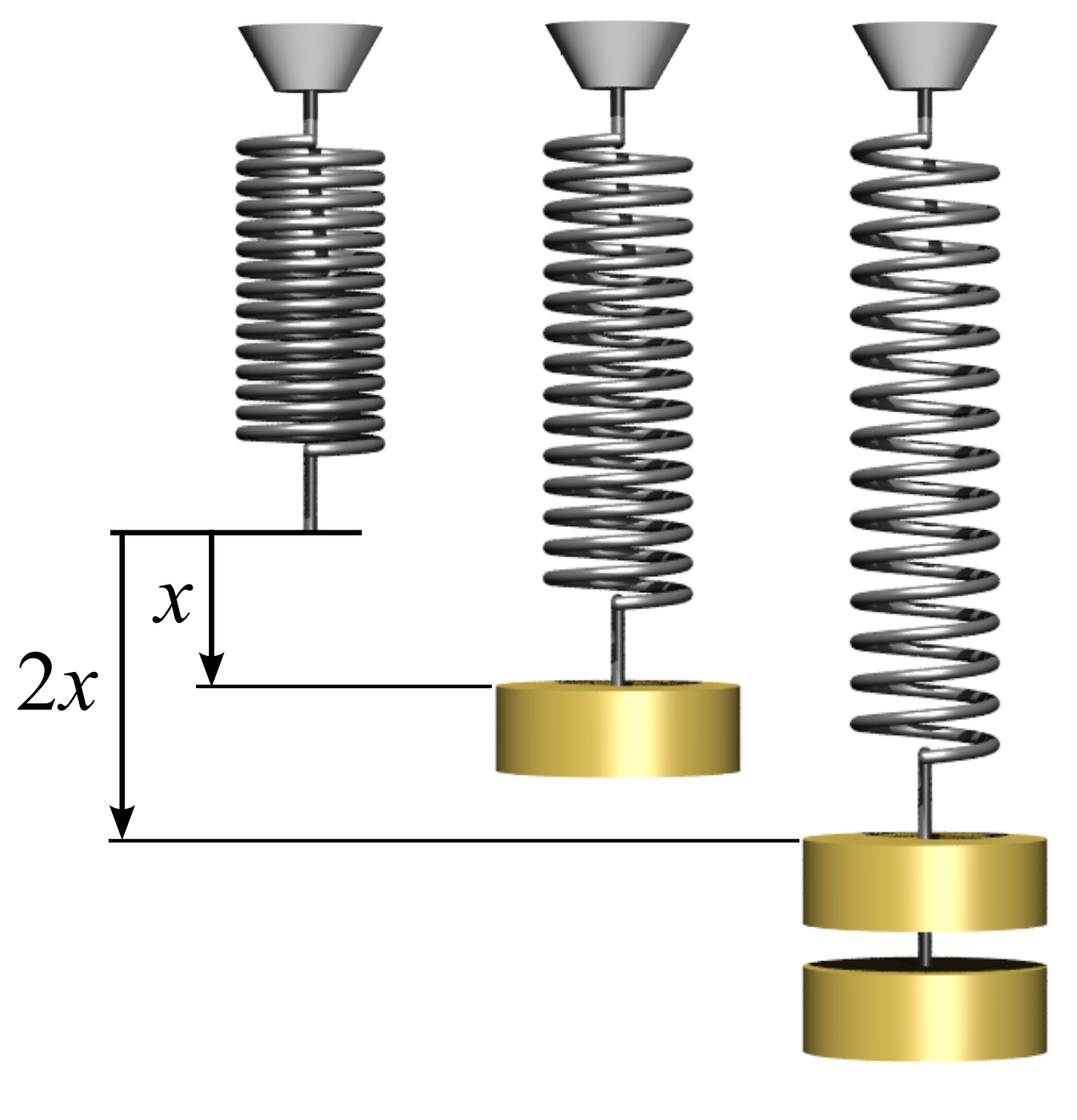
Ein an einer elastischen Feder (grau) aufgehängtes Gewicht (gelb) findet ein Gleichgewicht, wo die Abnahme an Lageenergie im Schwerefeld gleich der Zunahme an elastischer Energie in der Feder ist

Die Verformungsenergie, Formänderungsenergie, Verzerrungsenergie oder elastische Energie (englisch strain energy oder auch stored energy function) {\displaystyle {\mathsf {W_{el}}}} tritt bei einer Verformung eines Körpers auf und wird dabei in ihm gespeichert. Sie ist der Energiebetrag, der in Materialien aufgebracht werden muss, um die Abweichungen von der idealen, energieärmsten Materialstruktur zu realisieren.
Die Verformungsenergie ist eine Form der Lageenergie in elastischen Systemen, siehe Bild. Dort findet ein an einer elastischen Feder im Schwerefeld der Erde aufgehängtes Gewicht ein Gleichgewicht, in dem die Abnahme an Lageenergie im Schwerefeld {\displaystyle {\mathsf {(\Delta W_{Lage})}}} gleich der Zunahme an elastischer Energie in der Feder {\displaystyle {\mathsf {(\Delta W_{el}}})} ist:
{\displaystyle {\mathsf {-\Delta W_{Lage}=\Delta W_{el}}}}
Wird ein weiteres Gewicht angehängt, so wird die Feder weiter ausgelenkt; wird das zusätzliche Gewicht wieder entfernt, so kehrt sie in die vorherige Lage zurück.
Bei linearer Elastizität ist die elastische Energie W der Feder proportional zur Federkonstanten D und zum Quadrat der Auslenkung u (bzw. x im Bild) aus der Ruhelage:
{\displaystyle {\mathsf {W={\frac {D}{2}}u^{2}}}}
In anderen Strukturbauteilen existieren vergleichbare Formeln, siehe #Berechnung.
Der Auslenkungsprozess ist näherungsweise umkehrbar, solange die Feder nicht überdehnt wird. Es entsteht wie bei jedem Kreisprozzes Reibungswärme.

## Verformungsarbeit und Verformungsenergie
Wenn die Feder von der Kraft über ihre Elastizitätsgrenze hinaus belastet wird (Überdehnung), wird ein Teil der Verformungsarbeit in einem irreversiblen Prozess verbraucht, z. B. bei:
- Plastifizierungen (Knete)
- Bruch (Steinbruch) oder
- Wärmeerzeugung (Viskosität/innere Reibung, Reibungsarbeit).

In diesen Fällen kann bei Wegnahme der Kraft von der Verformungsarbeit nur derjenige Anteil der mechanischen Energie vom Körper zurückgegeben werden, der bis zum Erreichen der Elastizitätsgrenze als Formänderungsenergie gespeichert wurde; der restliche Anteil ist in andere Energieformen umgewandelt worden und damit für die Rückumwandlung in Lageenergie „verloren“.
Wenn nur Teile des Körpers über die Elastizitätsgrenze hinaus verformt werden, kann es vorkommen, dass sich nicht alle elastisch verformten Bereiche nach einer Entlastung wieder entspannen und stattdessen Gebiete mit Eigenspannungen zurückbleiben.

## Berechnung
Die Formänderungsenergie berechnet sich als Volumenintegral der Formänderungsenergiedichte U bzw. der Spannungsarbeit {\displaystyle l} über den ganzen Körper:
{\displaystyle W=\int _{V}{\mathsf {U}}\;\mathrm {d} V}
Aus der Formänderungsenergiedichte ergeben sich die Spannungen σij als partielle Ableitung nach den Dehnungen εij:
{\displaystyle \sigma _{ij}={\frac {\partial {\mathsf {U}}}{\partial \varepsilon _{ij}}}}
Die Spannungsarbeit der Komponente ij ist das Produkt
{\displaystyle l_{i_{ij}}=\int _{\varepsilon _{{ij}_{0}}}^{\varepsilon _{{ij}_{1}}}\sigma _{ij}\,\mathrm {d} \varepsilon _{ij}}.
Dies lässt sich summiert über alle Komponenten ij symbolisch und für beliebige Koordinatensysteme schreiben als Matrizenprodukt:
{\displaystyle l_{i}=\int _{{\boldsymbol {\varepsilon }}_{0}}^{{\boldsymbol {\varepsilon }}_{1}}{\boldsymbol {\sigma }}\cdot \,\mathrm {d} {\boldsymbol {\varepsilon }}}.
Bei Hyperelastizität ergeben sich die Spannungen koordinatenunabhängig aus
{\displaystyle {\boldsymbol {\sigma }}={\frac {\partial {\mathsf {U}}}{\partial {\boldsymbol {\varepsilon }}}},}
womit auch die Kurvenintegrale bei der Spannungsarbeit wegunabhängig werden.
Mit Ansätzen für die Verschiebung und Verzerrung ergeben sich in der linearen Elastizität mit Elastizitätsmodul E und Schubmodul G für den schlanken Stab und Balken der Länge l in x-Richtung die Formeln
- für den geraden Stab:
  - unter Normalkraft N: {\displaystyle {\mathsf {W_{N}=\int _{0}^{l}{\frac {N^{2}}{2EA}}dx}}} mit der Querschnittsfläche A
  - unter Torsionsmoment MT: {\displaystyle {\mathsf {W_{T}=\int _{0}^{l}{\frac {M_{T}^{2}}{2GJ_{P}}}dx}}} mit dem polaren Flächenträgheitsmoment JP[7]
- für den geraden Balken:
  - unter Biegemoment M: {\displaystyle {\mathsf {W_{B}=\int _{0}^{l}{\frac {M^{2}}{2EJ}}dx}}} mit dem axialen Flächenträgheitsmoment J in Richtung der Balkenachse
  - unter Querkraft Q: {\displaystyle {\mathsf {W_{V}=\int _{0}^{l}{\frac {\chi _{s}Q^{2}}{2GA}}dx}}} mit dem Formfaktor {\displaystyle {\mathsf {\chi _{s}={\frac {A}{J}}\int _{A}{\frac {S^{2}}{t^{2}}}dA}}}, in dem das statische Moment S und die Breite bzw. Wandstärke t enthalten sind.

Wegen der angenommenen Linearität können die Formänderungsenergien durch mehrere dieser Belastungsarten zur resultierenden Formänderungsenergie addiert werden.